# Йорк Тауншип (округ Йорк, Пенсільванія)
Йорк Тауншип (англ. York Township) — селище (англ. township) в США, в окрузі Йорк штату Пенсільванія. Населення — 29 719 осіб (2020).

## Демографія
Згідно з переписом 2010 року, у селищі мешкали 27 793 особи в 11 768 домогосподарствах у складі 7753 родин. Було 12231 помешкання
Расовий склад населення:
| - 91,2 % — білих - 3,7 % — чорних або афроамериканців - 2,3 % — азіатів - 0,2 % — корінних американців - 1,0 % — осіб інших рас |

До двох чи більше рас належало 1,6 %. Частка іспаномовних становила 3,3 % від усіх жителів.
За віковим діапазоном населення розподілялося таким чином: 21,3 % — особи молодші 18 років, 59,3 % — особи у віці 18—64 років, 19,4 % — особи у віці 65 років та старші. Медіана віку мешканця становила 43,3 року. На 100 осіб жіночої статі у селищі припадало 90,8 чоловіків;  на 100 жінок у віці від 18 років та старших — 87,5 чоловіків також старших 18 років.
Середній дохід на одне домашнє господарство  становив 83 597 доларів США (медіана — 59 896), а середній дохід на одну сім'ю — 103 431 долар (медіана — 74 486). Медіана доходів становила 53 171 долар для чоловіків та 42 985 доларів для жінок. За межею бідності перебувало 9,0 % осіб, у тому числі 11,1 % дітей у віці до 18 років та 9,7 % осіб у віці 65 років та старших.
Цивільне працевлаштоване населення становило 14 273 особи. Основні галузі зайнятості: освіта, охорона здоров'я та соціальна допомога — 27,6 %, виробництво — 14,1 %, роздрібна торгівля — 13,4 %.